# Olios argelasius
Olios argelasius là một loài nhện trong họ Sparassidae.
Loài này thuộc chi Olios. Olios argelasius được Charles Athanase Walckenaer miêu tả năm 1805.

## Hình ảnh

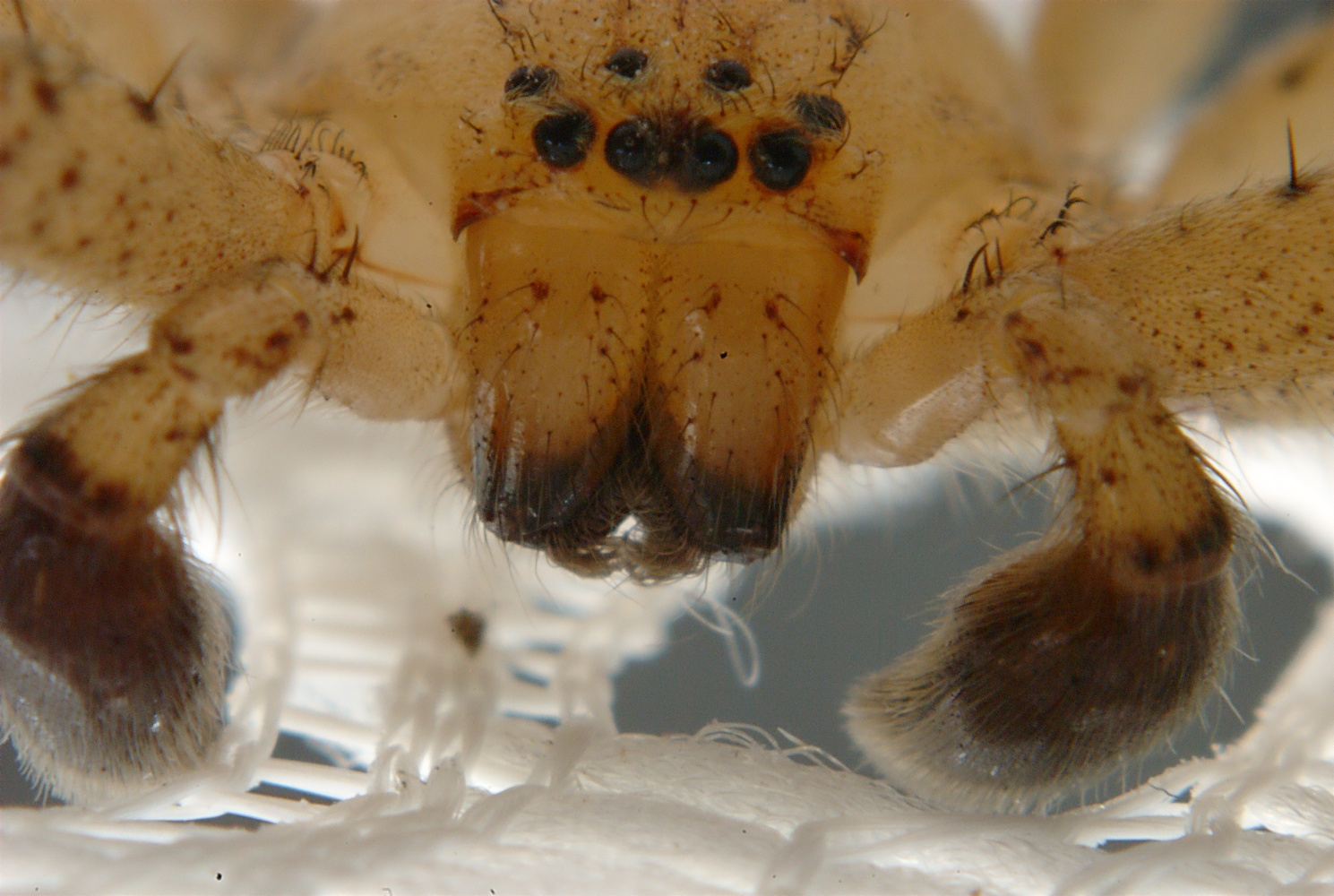
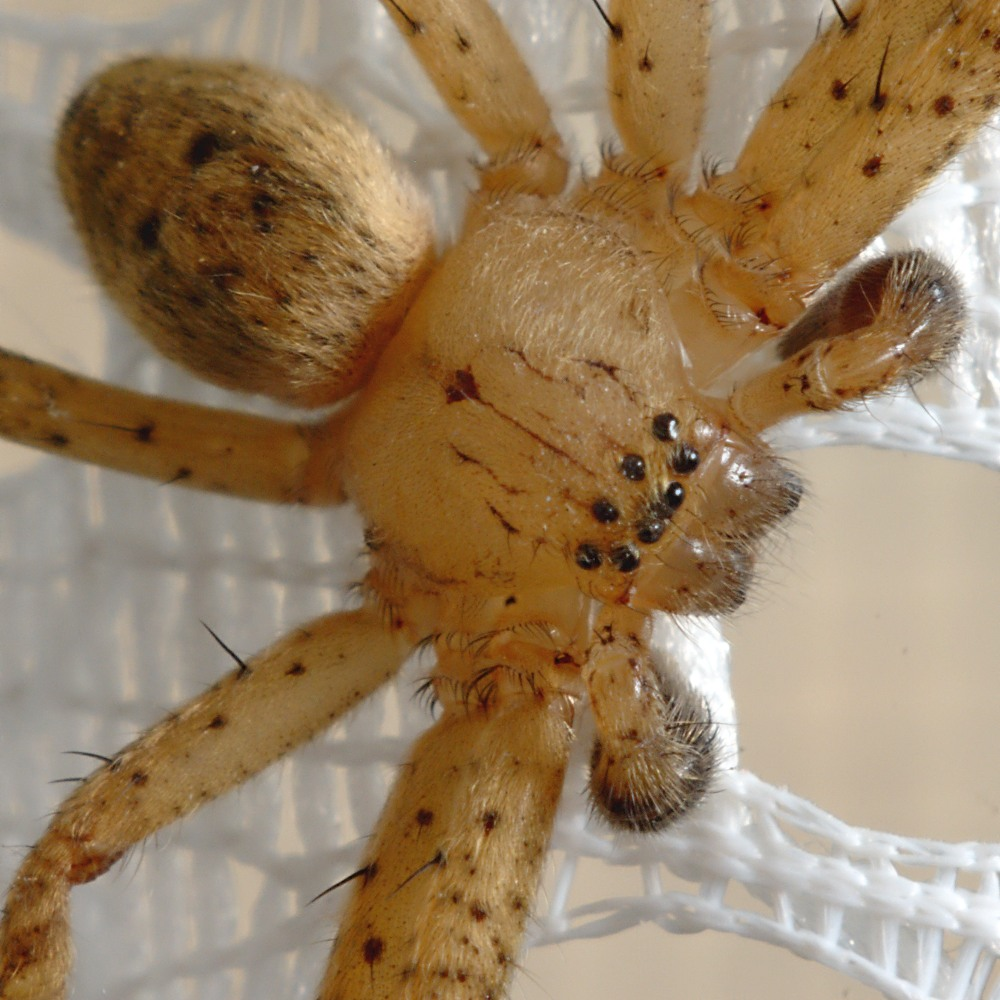